# Obergurig
Obergurig (tiếng Sorbia: Hornja Hórka) là một đô thị ở huyện of Bautzen, in Sachsen, Đức. Đô thị Obergurig có diện tích 9,84 km², dân số thời điểm ngày 31 tháng 12 năm 2006 là 2241 người.